# District de Sabinov
Le district de Sabinov est l'un des 79 districts de Slovaquie dans la région de Prešov.

## Démographie

### Évolution de la population
| Année:               | 1994.  | 2004.   | 2014.   | 2024.   |
| -------------------- | ------ | ------- | ------- | ------- |
| Nombre de personnes: | 51 223 | 55 351  | 58 969  | 61 995  |
| Différence:          |        | +8,05 % | +6,53 % | +5,13 % |

| Année:               | 2023.  | 2024.   |
| -------------------- | ------ | ------- |
| Nombre de personnes: | 61 542 | 61 995  |
| Différence:          |        | +0,73 % |

## Liste des communes

### Villes
- Sabinov
- Lipany

### Communes
Bajerovce, Bodovce, Brezovica, Brezovička, Červená Voda, Červenica pri Sabinove, Daletice, Drienica, Dubovica, Ďačov, Hanigovce, Hubošovce, Jakovany, Jakubova Voľa, Jakubovany, Jarovnice, Kamenica, Krásna Lúka, Krivany, Lúčka, Ľutina, Milpoš, Nižný Slavkov, Olejníkov, Oľšov, Ostrovany, Pečovská Nová Ves, Poloma, Ratvaj, Ražňany, Renčišov, Rožkovany , Šarišské Dravce, Šarišské Michaľany, Šarišské Sokolovce, Tichý Potok, Torysa, Uzovce, Uzovské Pekľany, Uzovský Šalgov, Vysoká